# 斯里蘭卡空軍
斯里兰卡空军（羅馬化：Śrī Laṃkā guwan hamudāva  ，羅馬化：Ilaṅkai vimāṉappaṭai） 是斯里蘭卡的空军部隊，也是斯里兰卡武装部队中最新成立的部隊。它于1951年在英國皇家空軍的协助下成立，該部隊的前身是皇家锡兰空军。英国皇家空军军官一直1962年才離開斯里蘭卡。  斯里蘭卡空軍曾參與斯里兰卡内战。